# CA Huracán (Comodoro Rivadavia)
Club Atlético Huracán de Comodoro Rivadavia – argentyński klub piłkarski z siedzibą w mieście Comodoro Rivadavia leżącym w prowincji Chubut.

## Osiągnięcia
- Udział w mistrzostwach Argentyny Nacional (3): 1971, 1974, 1976
- Mistrz ligi prowincjonalnej Liga de Fútbol de Comodoro Rivadavia (13): 1970, 1971, 1973, 1974, 1975, 1976, 1977, 1978, 1979, 1981, 1983, 1985, 1987

## Historia
Klub założony został 22 grudnia 1927 roku i gra obecnie w czwartej lidze argentyńskiej Torneo Argentino B.